# Sdružení obcí pro rozvoj Baťova kanálu a vodní cesty na řece Moravě
Sdružení obcí pro rozvoj Baťova kanálu a vodní cesty na řece Moravě je dobrovolný svazek obcí v okresu Kroměříž, okresu Uherské Hradiště a okresu Zlín, jeho sídlem je Uherské Hradiště a jeho cílem je podpora rozvojových aktivit na vodní cestě Baťův kanál na území Zlínského kraje. Sdružuje celkem 18 obcí a byl založen v roce 2005.

## Obce sdružené v mikroregionu
- Babice
- Bělov
- Hulín
- Huštěnovice
- Kostelany nad Moravou
- Kroměříž
- Kunovice
- Kvasice
- Napajedla
- Nedakonice
- Otrokovice
- Spytihněv
- Staré Město
- Střížovice
- Tlumačov
- Uherské Hradiště
- Uherský Ostroh
- Žlutava